# Rousay
Die schottische Insel Rousay (altnordisch Hrolfs-ey - Rolfs Insel, mittelalterlich auch Rauland) gehört zu den nördlichen Orkney. Sie ist durch den 2–4 km breiten Eynhallow Sound, der nach der heute unbewohnten Insel Eynhallow in der Meeresenge benannt ist, von der Hauptinsel Mainland getrennt.
Die etwa 10 km lange und bis zu 8,5 km breite Insel hat eine Fläche von 48,4 km². Blotchnie Fiold ist 250 Meter der höchste Berg. Die meisten der 216 Einwohner (Stand: 2011) leben auf verstreut liegenden Farmen, einen Hauptort gibt es nicht. Haupterwerbszweige sind, wie auf den meisten der kleinen Orkney-Inseln Landwirtschaft, Fischerei und Tourismus.
Die Insel mit ihren Hochmooren und Seen ist ein Paradies für Vögel, die im restlichen Großbritannien selten sind. Auf Rousay gibt es Natur- und Vogelschutzgebiete, die auf markierten Wegen erkundet werden können. Sie werden, wie die der Nachbarinseln Egilsay und Wyre von der Trumland Reserve betreut.

## Vorgeschichte und Geschichte

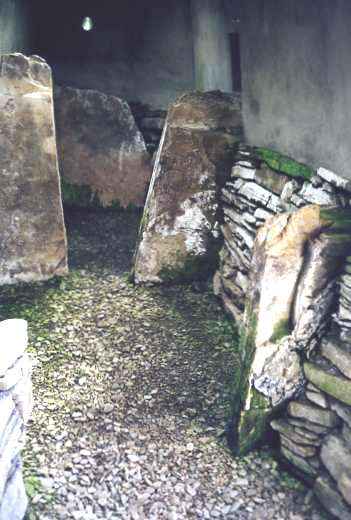
Stalled Cairn von Blackhammer - Innenansicht

Auf Rousay wurde eine Siedlung der Jungsteinzeit (Rinyo) sowie zahlreiche Megalithgräber entdeckt. Besonders zu erwähnen ist das doppelstöckige Passage tomb Taversoe Tuick. In der Nähe liegen Blackhammer, Midhowe und der Knowe of Yarso (mit neuzeitlichem Betondach versehen). Direkt daneben, an den flachen Klippen liegt der 4,5 m hohe Broch von Midhowe, einer der besser erhaltenen eisenzeitlichen Turmbauten der Orkney. Der Yetnasteen und das Grab von Bigland Round liegen am Fuße des Faraclett Head im Nordosten der Insel. Von Rousays jüngerer Geschichte zeugen die Ruine der Kirche St Mary’s Church sowie die Herrenhäuser Trumland House und Westness House.

## Infrastruktur
Vom Pier in Brinian im Südwesten der Insel bestehen regelmäßige Fährverbindungen nach Tingwall auf Mainland sowie zu den kleineren Nachbarinseln Wyre und Egilsay. Es gibt Übernachtungsmöglichkeiten. Alle hier aufgeführten Sehenswürdigkeiten liegen nahe der zumeist an der Küste entlang führenden etwa 30 km langen Rundstraße.